# Educazione basata sull'evidenza
L'educazione basata sull'evidenza (in inglese evidence-based education, EBE) è l'insieme delle pratiche educative basate sulle migliori prove scientifiche disponibili, piuttosto che sulla tradizione, sul giudizio personale o su altre influenze. L’educazione basata sull’evidenza è correlata all’insegnamento basato sull’evidenza, all’apprendimento basato sull’evidenza, e alla ricerca sull’efficacia della scuola . Ad esempio, la ricerca ha dimostrato che la ripetizione distanziata "porta a memorizzazione più solida rispetto all'allenamento intensivo che prevede intervalli brevi o nulli".
Il movimento dell’educazione basata sull’evidenza affonda le sue radici nel movimento più ampio delle pratiche basate sull’evidenza ed è stato oggetto di un considerevole dibattito dalla fine degli anni ’90. Tuttavia, una ricerca pubblicata nel 2020 ha mostrato che tra gli educatori sono ancora molto diffuse tecniche di insegnamento la cui efficacia non è supportata da evidenze scientifiche, come ad esempio l’abbinamento dell’istruzione ad alcuni presunti stili di apprendimento  e alla piramide dell'apprendimento.

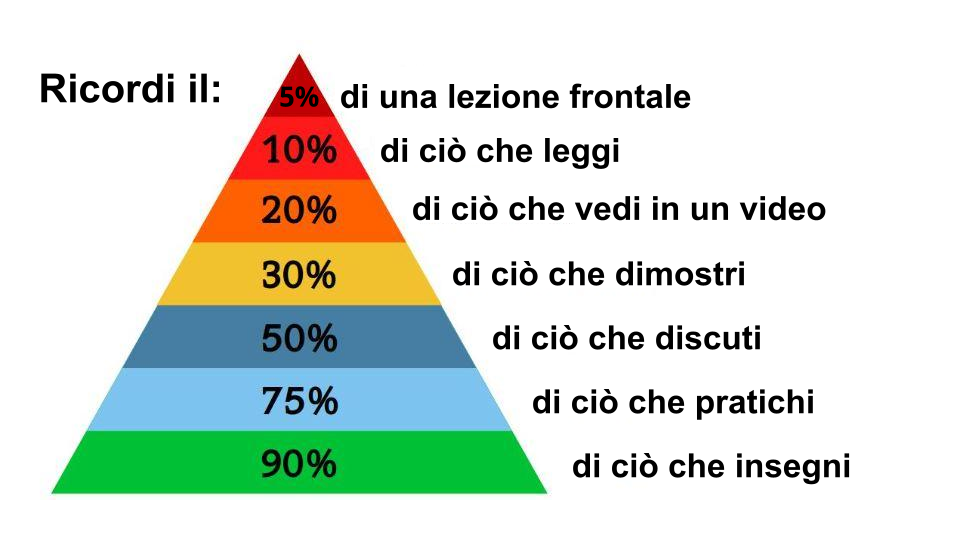
Piramide dell'apprendimento

 